# إيلوبيريدون
إيلوبيريدون (بالإنجليزية: Iloperidone) هو دواء يُستعمل في علاج:
- فصام (منذ 5 مايو 2009)[9]

## دوره
يلعب هذا الدواء دورًا في علاج الأمراض كونه:
- مضادات الذهان